# Anschlag auf Baku
Anschlag auf Baku ist ein 1940/41 in Rumänien gedrehter, deutscher NS-Propaganda-Spielfilm mit antibritischen Untertönen. Unter der Regie von Fritz Kirchhoff spielen Willy Fritsch und René Deltgen als Gegenspieler die Hauptrollen.
Es handelt sich heute um einen Vorbehaltsfilm der Friedrich-Wilhelm-Murnau-Stiftung. Er gehört damit zum Bestand der Stiftung, ist nicht für den Vertrieb freigegeben, und darf nur mit Zustimmung und unter Bedingungen der Stiftung gezeigt werden.

## Handlung
Die Ölfelder in Aserbaidschan 1919. Rund um die Hauptstadt Baku befinden sich die zweitgrößten Erdölvorkommen der Welt. Die Region ist unruhig, immer wieder kommt es zu Anschlägen auf Ölfelder. Im Dienste der Vereinigten Ölgesellschaft leitet der deutsche Offizier Hans Romberg den Sicherheitsdienst zum Schutze dieser Felder. Romberg ist sich sicher, dass die Engländer hinter den Anschlägen stecken, haben sie doch ganz handfeste wirtschaftliche Interessen. Sie wollen die Ölfelder an sich reißen, doch keiner der hier herrschenden Ölmagnaten ist bereit, seine Anteile an sie zu verkaufen. Rombergs zentraler Gegenspieler ist Captain Percy Forbes, der im englischen Auftrag den Ankauf der Felder vorantreiben soll. Niemand ahnt bisher, dass er als Agent im Auftrag der britischen Regierung handelt. Forbes versucht, sich bei den lokalen Ölherren einzuschmeicheln und bandelt darüber hinaus mit Sylvia Camps, der Tochter des amerikanischen Ölmagnaten George Camps, an. Damit kommt er Hans Romberg in die Quere, der bereits selbst ein Auge auf die attraktive junge Dame geworfen hat.
Forbes wird in der Wahl seiner Mittel von Mal zu Mal skrupelloser, um den Druck auf die örtlichen Ölmagnaten zu erhöhen. Er lässt Leitungen sprengen und setzt ganze Ölfelder in Brand. Daraufhin heuert Romberg aserbaidschanische Bürger an, um den Schutz der Felder zu verstärken. Bei der Kontrolle einer beschädigten Ölleitung wird auf Romberg sogar geschossen. Forbes, der Brandstifter, geriert sich als Biedermann. Er überredet Polizeiminister Barakoff, ein türkisches Expeditionskorps zum Schutz der Felder einzusetzen und lässt sich als Retter feiern. Während der Festivitäten kommt es jedoch zur Katastrophe. Englische Agenten hetzen die christlichen und moslemischen Bevölkerungsgruppen aufeinander. Forbes verweist auf die Türken als Verantwortliche dieser schrecklichen Zwischenfälle und bietet „großmütig“ an, den Schutz der Quellen ihm und seinen Leuten zu überlassen. Tags darauf besetzten britische Truppen die Ölfelder.
Percy Forbes lässt sich als erste Maßnahme zum neuen Gouverneur von Baku ernennen und zwingt die lokalen Ölherren dazu, ihre Quellen der englischen Regierung zu überschreiben. Barakoff, von Forbes als neuer Chef des Sicherheitsdienstes eingesetzt, erkennt zu spät, dass auch er nur eine Schachfigur des Briten ist. Er versucht zu retten, was zu retten ist und bittet den abgesetzten Deutschen Romberg um Hilfe. Die Einheimischen tun sich mit den Deutschen zusammen und können nach heftigen Kämpfen endlich die Briten vertreiben. Beim Duell Mann gegen Mann kann Romberg Forbes stellen und töten. Romberg und sein Kumpel und bester Freund, Feldwebel Ertl, werden als Retter von Baku gefeiert, als Befreier vom Joch des „perfiden Albions“. Beide Männer aber wollen nur noch heim, zurück nach Deutschland.

## Produktion und politischer Hintergrund
Die Dreharbeiten begannen am 4. November 1940 auf den rumänischen Ölfeldern von Moreni und Maicoi. Weitere Außenaufnahmen entstanden an der Ostsee sowie in Chorzellen und Trebbin. Die Atelieraufnahmen wurden zwischen dem 9. Januar und dem 5. Mai 1941 in der Ufastadt von Babelsberg angefertigt. Weitere Außen- wie auch Atelieraufnahmen wurden an einzelnen Tagen im Mai und Juni 1941 angefertigt. Nach beträchtlichen Schwierigkeiten mit der Filmprüfstelle gab die Zensur Anschlag auf Baku am 18. August 1942 zur Aufführung frei. Die Uraufführung erfolgte schließlich am 25. August 1942 in vier Berliner Lichtspielhäusern.
Der Film war von Anbeginn als antibritisches Propagandastück konzipiert und erhielt, infolge des Überfalls auf die Sowjetunion am 22. Juni 1941, auch eine antirussische Note. Dazu heißt es bei Bogusław Drewniaks Der deutsche Film 1938-1945:

„Auch hier waren die „bösen Engländer“ am Werke. Die Presse kommentierte: Das Geld, das England 1918 in Baku rollen ließ, roch nach Öl, um dessen Besitz es der englischen Admiralität ging, und nach dem Blut unschuldiger Opfer der Unruhen, die englische Agenten entfesselten, um im Trüben fischen zu können. Mit dem Regisseur Fritz Kirchhoff begaben sich im November 1940 vierzig deutsche Filmmänner -- Lotte Koch war die einzige Schauspielerin in diesem Film -- nach Rumänien. Die rumänischen Behörden unterstützten die deutsche Ölfilm-Expedition außerordentlich großzügig. Allein der Generalstab stellte für vier Wochen 500 Reiter der königlichen Garde-Kavallerie und 300 Infanteristen zur Verfügung. Und Fritz Kirchhoff berichtete: „Wir haben hier den größten Ölbrand aller Zeiten vor der Kamera festgehalten, unzählige Explosionen, brennende Türme und über tausend Menschen aus den umliegenden Dörfern als staunende und erschreckte Menge.“ „Anschlag auf Baku“, zunächst als ein antienglischer Propagandafilm gedacht, sollte bald auch antisowjetisch wirken. Es kamen zahlreiche Änderungen und mehrmalige Zensurvorlagen, und erst am 18.8.1942 wurde der Streifen zur Vorführung zugelassen. Drei Tage später hißte eine Kampfgruppe der 1. Gebirgs-Division die Reichskriegsflagge auf dem Elbrus, dem höchsten Berg des Kaukasus.“

Für den auf charmante Galane und Herzensbrecher in Komödien und Romanzen abonnierten Filmstar Willy Fritsch war Anschlag auf Baku einer von zwei Ausflügen (der andere war Junge Adler) in den nazistischen Propagandafilm. Auch Regisseur Kirchhoff, sonst eher ein Spezialist der leichten Muse (Meine Freundin Barbara, Drei wunderschöne Tage), gab mit Anschlag auf Baku seinen Einstand als Propagandafilm-Regisseur. Gleich im Anschluss daran, noch 1941, inszenierte er einen weiteren Propagandastoff: Das kriegsverherrlichende Soldatendrama Der 5. Juni.
Die Filmbauten wurden vom erfahrenen Architektengespann Otto Hunte und Karl Vollbrecht entworfen und umgesetzt.
Die Produktionskosten waren im Vergleich zu anderen deutschen Produktionen jener Jahre recht hoch und lagen aufgrund der kostenintensiven Auslandsdrehs bei etwa 3.085.000 RM. Bis März 1943 wurden 2.371.000 RM an den deutschen Kinokassen eingespielt.
Obwohl eine politisch motivierte Auftragsproduktion, erhielt Anschlag auf Baku kein einziges Filmprädikat. Die alliierten Militärbehörden verboten 1945 die Aufführung des Films in Deutschland.

## Kritik/Rezeption
Die zeitgenössische Kritik verwies vor allem auf den aktuellen Bezug des Themas. Im Film-Kurier hieß es: „Zu diesem Zeitpunkt, in dem die deutschen und verbündeten Truppen immer tiefer in die kaukasischen Ölgebiete eindringen, ist natürlich einem Film mit dem Titel „Anschlag auf Baku“ von vornherein ein besonderes Interesse sicher.“
Kay Wenigers Das große Personenlexikon des Films nannte den Film eine „braungefärbte Propagandaproduktion“.
Nach Ende des Zweiten Weltkrieges wurde er wegen der in ihm enthaltenen nationalsozialistischer Propaganda als Vorbehaltsfilm eingestuft. Seine öffentliche Aufführung ist seitdem nur eingeschränkt möglich. Heute beansprucht die Friedrich-Wilhelm-Murnau-Stiftung die Auswertungsrechte.